# ブーホードレ地区
ブーホードレ地区（Buhoodle District, ソマリ語: Degmada Buuhoodle）はソマリランドがトゲアー州に設けた行政区画。行政中心都市は建前上はブーホードレだが、ブーホードレにソマリランドの支配権が及んでいないため、ウィドウィドに役所がおかれている。
行政中心都市のブーホードレおよびその近隣町村の多くは、2021年5月のソマリランド統一地方選挙に参加していない。

## 主な町
- ブーホードレ 行政中心都市（建前上） プントランド寄り
- Sool Joogto
- ホルファディ プントランド寄り
- ウィドウィド 行政中心都市（事実上）
- Qoorlugud
- Megagle
- シュルルクス ソマリランド寄り
- エガーグ ソマリランド寄り

## 役員
- 地区長官 Gudoomiyihii Degmada/Gudoomiyaha Degmada
  - C/fataax Cali Cawil 2017[6]
  - Cismaan Yuusuf Maxamed 2018[7]
  - Mustafe Xaaji Cabdi[8]
  - Khadiija Axmed Aadan - 2021年6月、ソマリランドで初の女性市長となる[9]。

## 選挙
2021年6月のソマリランド地方選挙ではワダニ党5、クルミエ党4、UCID2という結果だった。